# (661) Клелия
(661) Клелия (лат. Cloelia) — астероид главного пояса, который относится к спектральному классу S и входит в состав семейства Эос. Он был открыт 22 февраля 1908 года американским астрономом Джоэлом Меткалфом в Тонтонской обсерватории и назван в честь легендарной древнеримской девушки Клелии.

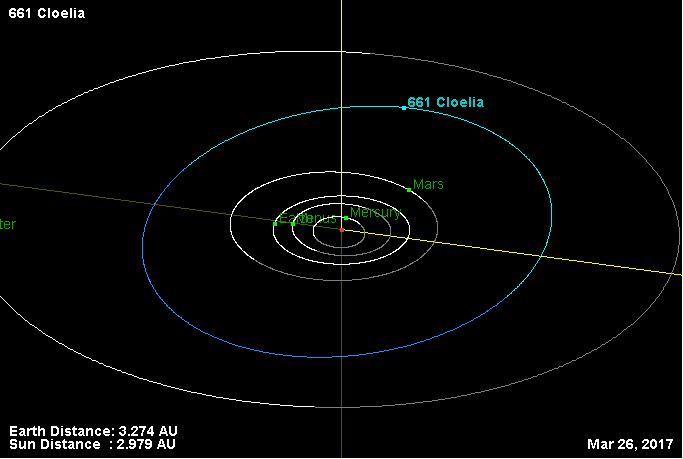
Орбита астероида Клелия и его положение в Солнечной системе

Тиссеранов параметр относительно Юпитера — 3,227.